# 六軒町 (西宮市)
座標: 北緯34度45分22.467秒 東経135度20分16.216秒 / 北緯34.75624083度 東経135.33783778度

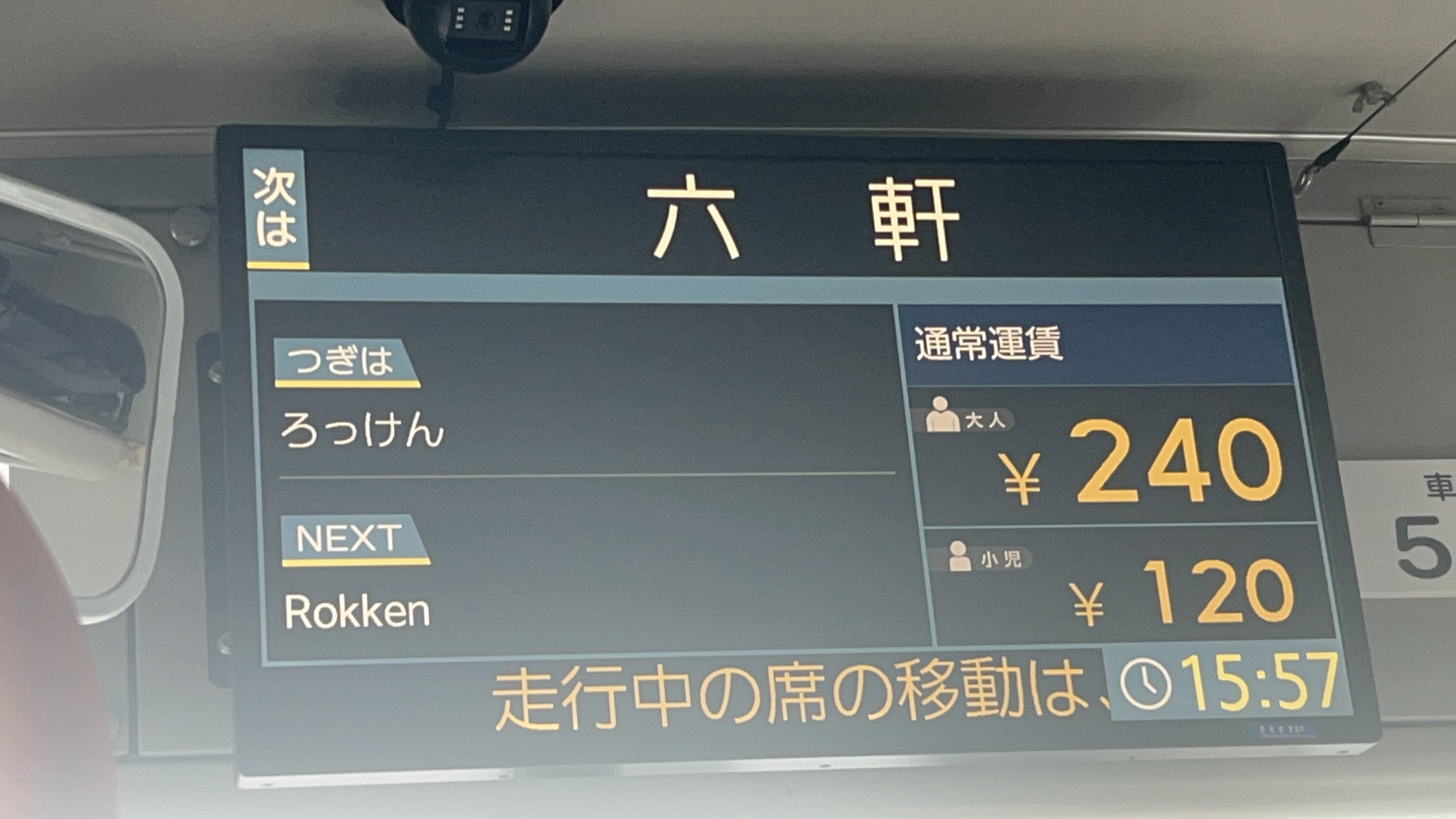
阪神バス六軒停留所案内

六軒町（ろっけんちょう）は、兵庫県西宮市にある町丁。郵便番号は662-0874。

## 地理
東は一ケ谷町・五月ケ丘、西は神原、南は大社町、北は新甲陽町と隣接している。

## 交通

### 鉄道
鉄道は走っていない

### バス
| 路線名     | 業者     | 起点   | 町内の停留所             | 終点   |
| ---------- | -------- | ------ | ------------------------ | ------ |
| 西宮山手線 | 阪神バス | (環状) | (大社町)-六軒-(新甲陽町) | (環状) |
| 鷲林寺線   | 阪神バス | (環状) | (大社町)-六軒-(新甲陽町) | (環状) |

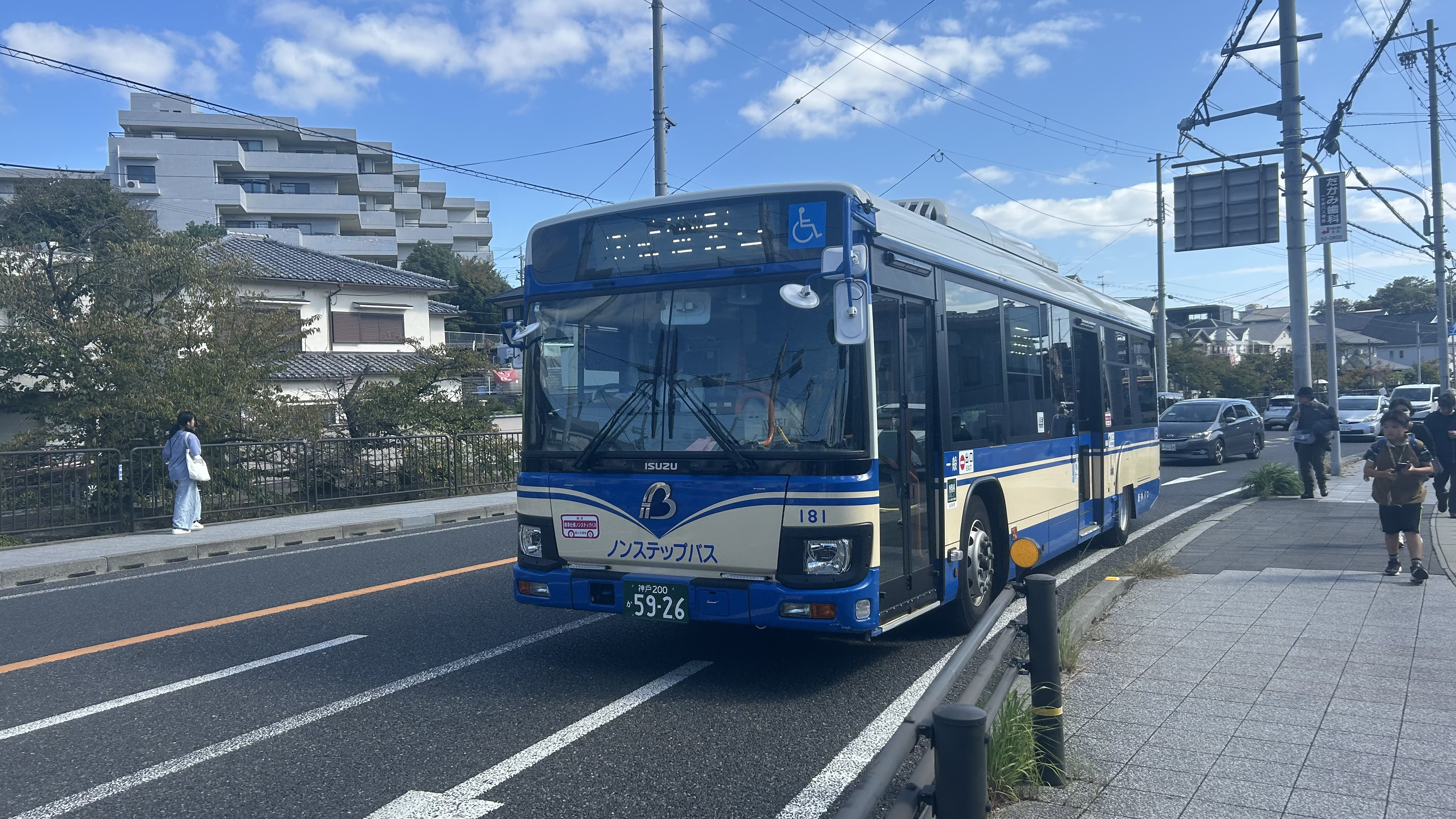
西宮山手線

## 校区
出典:
| 区域 | 小学校       | 中学校       |
| ---- | ------------ | ------------ |
| 全域 | 甲陽園小学校 | 上ケ原中学校 |

## 施設
- 西宮市立上ヶ原公民館
- 六軒北公園